# تاروم
شركة الطيران الرومانية معروفة غالبا بـتاروم (نطق روماني: ‎[taˈrom]‏) هي أقدم شركة طيران في رومانيا، ويقع مركز عملياتها في مطار هنري كواندا الدولي في بوخارست. ومقرها في أوتوبيني بالقرب من بوخارست. يقع مقرها الرئيسي ومركزها الرئيسي في مطار هنري كواندا الدولي . وهي حاليًا أول وأكبر شركة طيران تعمل في رومانيا استنادًا إلى الوجهات الدولية والرحلات الدولية وثاني أكبر شركة تقاس بحجم الأسطول وعدد الركاب المنقولين.

## لمحة تاريخية
تأسست الشركة عام 1920 تحت اسم «الشركة الرومانية الفرنسية للنقل الجوي» حيث سيرت رحلات بين باريس وبوخارست وعدة وجهات في أوروبا الوسطى, وبعد الحرب العالمية الثانية غير اسم الشركة لتاروم عام 1956 بعد أن كانت منضمة لشركة طيران سوفيتية.

## شؤون الشركة

### الملكية
تاروم هي شركة مملوكة للدولة:
| المساهم                                      | النسبة  |
| -------------------------------------------- | ------- |
| الحكومة الرومانية (من خلال وزارة النقل)      | 97.22%  |
| مطار هنري كواندا الدولي                      | 1.46%   |
| إدارة خدمات الحركة الجوية الرومانية          | 1.24%   |
| Societatea de Investiții Financiare Muntenia | 0.08%   |
| المجموع                                      | 100.00% |

### اتجاه الأعمال
الأرقام الخاصة بالسنوات الأخيرة موضحة أدناه (للسنوات المنتهية في 31 ديسمبر):
|                               | 2004        | 2005  | 2006  | 2007        | 2008        | 2009              | 2010  | 2011  | 2012  | 2013  | 2014   | 2015   | 2016          | 2017   | 2018          | 2019   |
| ----------------------------- | ----------- | ----- | ----- | ----------- | ----------- | ----------------- | ----- | ----- | ----- | ----- | ------ | ------ | ------------- | ------ | ------------- | ------ |
| حجم الأعمال (مليون يورو)      | 190         | 220   | 234   | 261         | 257         | 193               | 218   | 279   | 238   | 247   | 258    | 256    | 239           | 255    | 306           | 315    |
| صافي الأرباح                  | 1.4         | 1.1   | 12.3  | 21.8        | −1.7        | −55               | −79   | −58   | −54.5 | −29.5 | −25    | −6.2   | −10.5         | −37.7  | −27.5         | −35.8  |
| عدد الموظفين                  |             | 2,289 | 2,333 | 2,338       | 2,471       | 2,517             | 2,353 | 2,200 | 2,070 | 2,006 | 1,969  | 1,880  | 1,841         | 1,776  | 1,773         | 1,750  |
| عدد الركاب (مليون)            | 1.12        | 1.40  | 1.45  | 1.89        | 1.98        | 1.72              | 2.20  | 2.19  | 2.19  | 2.10  | 2.33   | 2.39   | 2.41          | 2.34   | 2.85          | 3.12   |
| عدد الطائرات (في نهاية العام) | 16          | 18    | 20    | 22          | 24          | 26                | 26    | 26    | 24    | 24    | 24     | 23     | 21            | 23     | 25            | 25     |
| ملاحظات                       | [ 4 ] [ 5 ] | [ 6 ] | [ 6 ] | [ 6 ] [ 7 ] | [ 6 ] [ 7 ] | [ 6 ] [ 8 ] [ 9 ] | [ 6 ] | [ 6 ] |       |       | [ 10 ] | [ 10 ] | [ 11 ] [ 12 ] | [ 13 ] | [ 14 ] [ 15 ] | [ 16 ] |

## الوجهات
تشغل شركة الطيران مباشرة 50 وجهة بما في ذلك خدمات التأجير والخدمات الموسمية في 22 دولة في أوروبا والشرق الأوسط وشمال إفريقيا بما في ذلك 8 وجهات محلية. توقفت رحلات شركة الطيران إلى الولايات المتحدة الأمريكية في عام 2003 ويتم تشغيلها الآن بموجب اتفاقية الرمز المشترك مع الخطوط الجوية الفرنسية عبر مطار باريس شارل ديغول.

### التحالف
في عام 2006 ، كان من المقرر أن تنضم تاروم إلى سكاي تيم في 2006 كعضو مشارك (برعاية الخطوط الجوية الإيطالية)، ولكن أُجل الانضمام إلى التحالف حتى عام 2008. أعلن سكاي تيم في 22 يونيو 2010 أنه قد جدد برنامج عضويته. أصبحت تاروم في 25 يونيو 2010 عضوًا كامل العضوية في سكاي تيم.

### اتفاقية الرمز المشترك
لدى تاروم اتفاقية الرمز المشترك مع الشركات التالية اعتبارًا من 2020:
- طيران إيجيان
- إيروفلوت
- طيران أوروبا
- الخطوط الجوية الفرنسية
- طيران صربيا
- طيران البلطيق[21]
- الخطوط الجوية النمساوية
- خطوط بروكسل الجوية
- طيران بلغاريا
- الخطوط الجوية التشيكية
- إيتا (شركة طيران)
- الخطوط الجوية الملكية الهولندية
- طيران الشرق الأوسط
- الملكية الأردنية
- الخطوط الجوية التركية[22]

## الأسطول الحالي

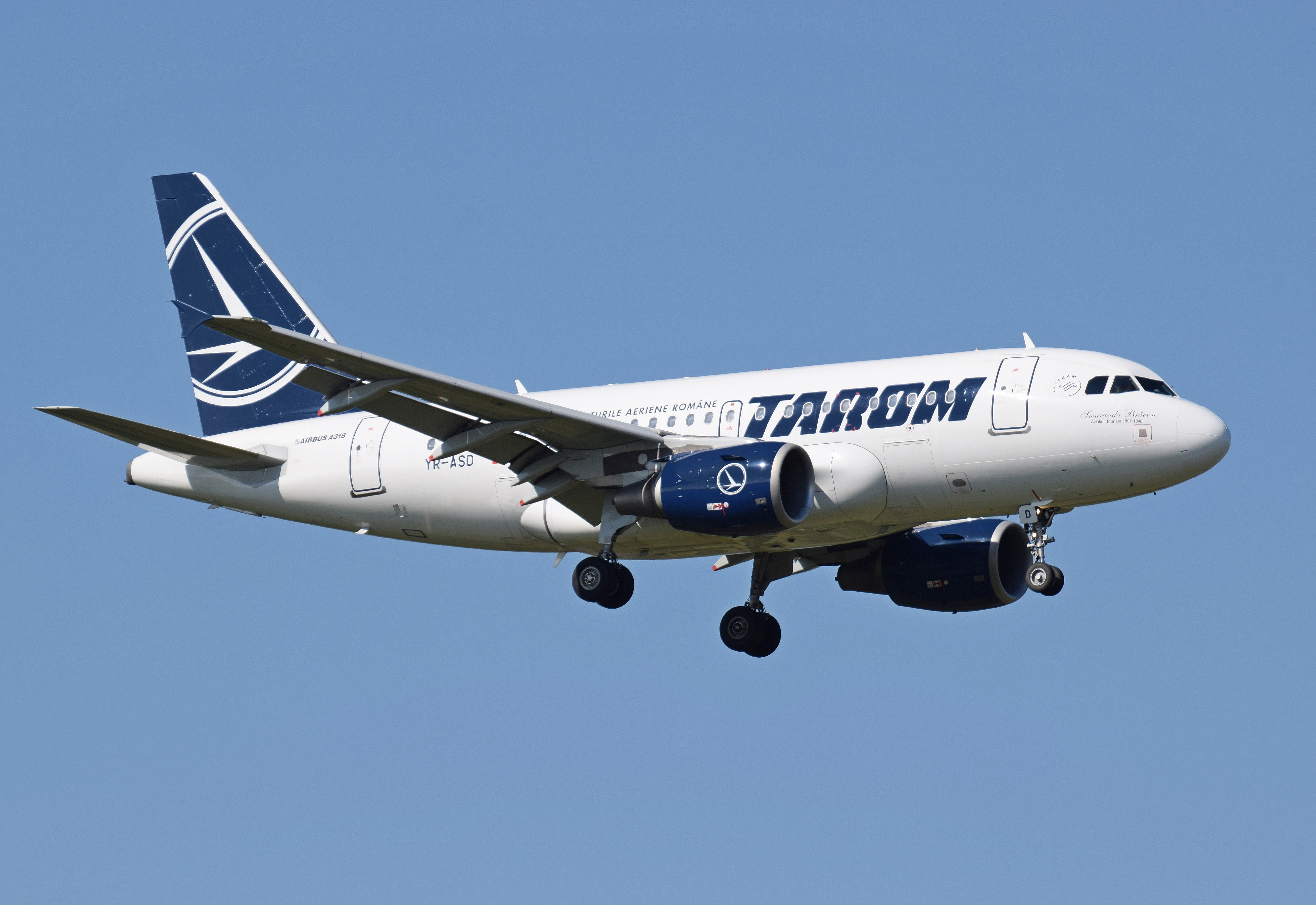
طائرة إيرباص إيه 318 تابعة لتاروم.

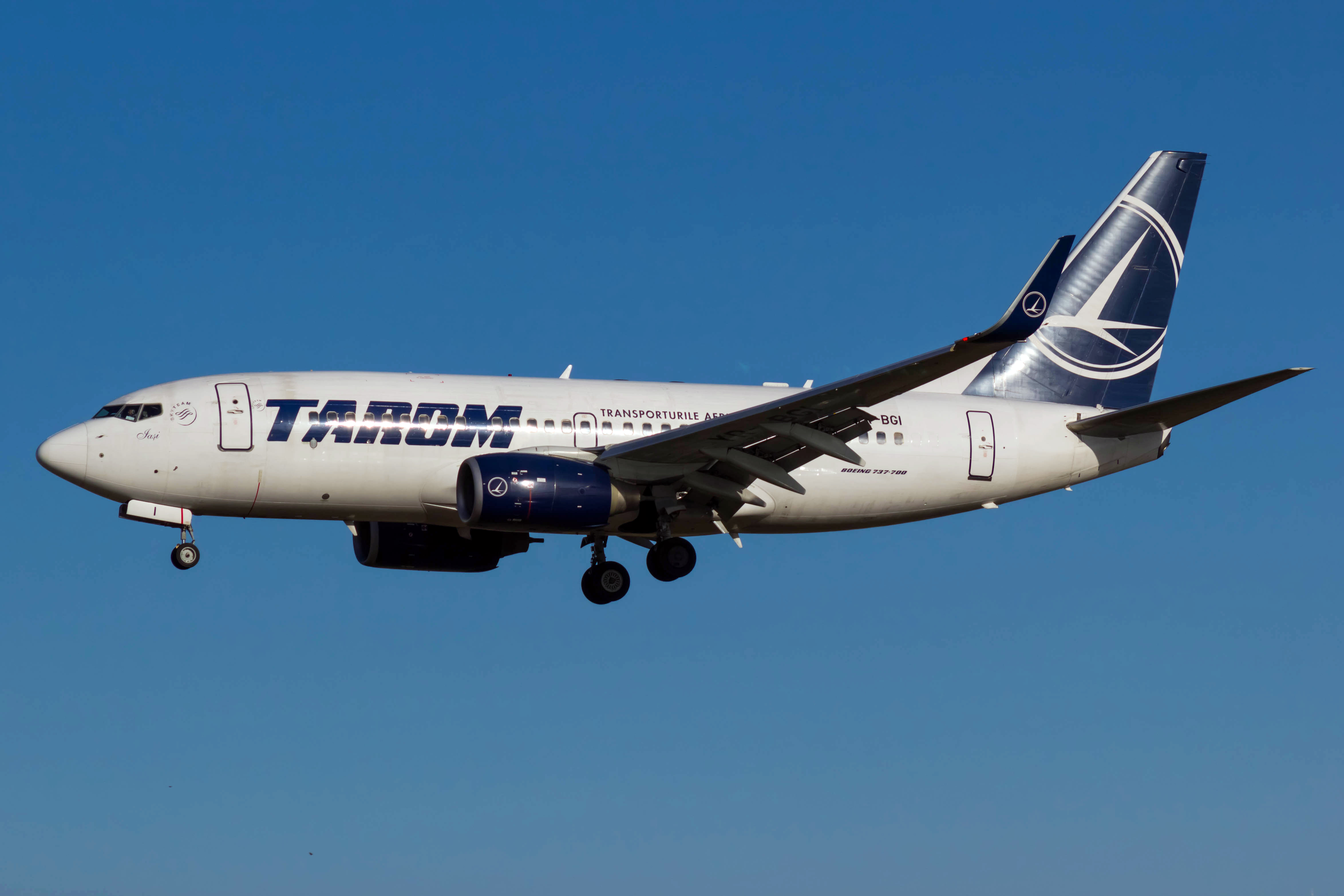
طائرة بوينغ 737-700.

اعتبارًا من سبتمبر 2022، تشغل خطوط تاروم الطائرات التالية:
| الطائرة                | في الخدمة | مطلوبة | الركاب       | الركاب     | الركاب     | ملاحظات |
| الطائرة                | في الخدمة | مطلوبة | رجال الأعمال | السياحية   | المجموع    | ملاحظات |
| ---------------------- | --------- | ------ | ------------ | ---------- | ---------- | ------- |
| إيرباص إيه 318         | 4         | —      | 14           | 99         | 113        | ستسحب.  |
| إيه تي آر 72           | 2         | —      | —            | 68         | 68         |         |
| إيه تي آر 72           | 4         | 3      | —            | 72         | 72         |         |
| بوينغ 737 الجيل القادم | 4         | —      | 14           | 102        | 116        | ستسحب.  |
| بوينغ 737 الجيل القادم | 4         | —      | 16           | 144        | 160        |         |
| بوينغ 737 الجيل القادم | 4         | —      | —            | 189        | 189        |         |
| بوينغ 737 ماكس         | —         | 5      | يعلن لاحقا   | يعلن لاحقا | يعلن لاحقا |         |
| المجموع                | 18        | 8      |              |            |            |         |

## وصلات خارجية
- الموقع الرسمي